# プライムベーカリー
株式会社プライムベーカリーは静岡県・山梨県の一部でセブンイレブンのデザート・調理パン・惣菜・焼きパンなどを製造する製パン業者。

## 概要
プリマハムと地元の企業小林製作所が出資し、静岡県や山梨県のセブンイレブンの一部に納品している。
- 従業員数正社員98名パート400名
- 資本金二億円

## 沿革
- 設立平成7年7月11日
- 創業平成8年10月14日